# Goran Čabrilo
Goran Čabrilo, cyr. Горан Чабрило (ur. 1 lipca 1958) – serbski szachista, arcymistrz od 1995 roku.

## Kariera szachowa
Kilkukrotnie startował w finałach indywidualnych mistrzostw Jugosławii, w latach 1989 i 1990 dwukrotnie zajmując V miejsca. W 1990 r. odniósł jeden z największych sukcesów w karierze, zajmując czołowe miejsce w turnieju strefowym (eliminacji mistrzostw świata) rozegranym w Nea Makri, dzięki czemu w tym samym roku wystąpił w Manili w turnieju międzystrefowym, dzieląc 40. miejsce w stawce 64 zawodników.
Do innych jego indywidualnych sukcesów należą m.in.: 
- I m. w Trnawie (1981),
- dz. II m. we Vrnjačkiej Banji (1988, za Boško Abramoviciem, wspólnie z Nuchimem Raszkowskim i Ronny Gunawanem(inne języki)),
- II m. w Belgradzie (1991, za Orestem Awierkinem),
- dz. III m. w Nikšiciu (1991, za Ivanem Sokolovem i Władimirem Akopianem, wspólnie z Wasiłem Spasowem),
- I m. w Suboticy (1992),
- dz. III m. w Bijeljinie (2000, za Dragutinem Šahoviciem i Dejanem Nestoroviciem(inne języki), wspólnie z Petyrem Genowem),
- dz. II m. w Durrës (2001, za Eraldem Dervishim, wspólnie z Władimirem Georgiewem),
- dz. II m. w Pančevie (2002, za Steliosem Chalkiasem, wspólnie z m.in. Robertem Fontaine'em),
- dz. III m. w Belgradzie (2005, za Bosko Abramoviciem i Igorem Miladinoviciem, wspólnie z m.in. Momcziłem Nikołowem i Draganem Kosiciem),
- dz. I m. we Vršacu (2006, turniej otwarty memoriału Borislava Kosticia, dz. I m. wspólnie z m.in. Boško Abramoviciem, Dejanem Anticiem i Slobodanem Martinoviciem),
- dz. I m. w Belgradzie (2008, wspólnie z Jonem Gunnarssonem),
- dz. II m. we Vrnjačkiej Banji (2009, mistrzostwa Serbii Centralnej, za Borko Lajthajmem(inne języki), wspólnie z Miodragiem Saviciem).

Najwyższy ranking w karierze osiągnął 1 stycznia 1993 r.,  z wynikiem 2530 punktów zajmował wówczas 4. miejsce wśród jugosłowiańskich szachistów.